# Manuel Sérgio (poeta)
Manuel Sérgio (Reguengos de Monsaraz, 1 de novembro de 1948) é um poeta português.

## Biografia

### Nascimento, formação e carreira artística
Manuel Sérgio, nascido a 1 de novembro de 1948, é um poeta português, natural da freguesia de São Pedro do Corval, no concelho de Reguengos de Monsaraz. Influenciado pelo ator e declamador João Villaret, desde cedo começou a interessar-se pela poesia. Terminou com distinção o curso “Arte de Dizer” com a professora Maria Germana Tânger, do Conservatório Nacional de Teatro e participou como ator nas peças “A Balança da Justiça”, de Luís Carrasqueira, na Sociedade Dramática de Pêro Pinheiro e “Na Noite dos Astros”, no Teatro Monumental, em Lisboa. Mais tarde, colaborou com o Grupo Coral de Monsaraz, compondo “modas” e participando com apontamentos de poesia acompanhado à viola pelo professor José Farinha. Foi também o fundador e colaborador do evento “Outono Poético”, em Reguengos de Monsaraz, onde tem uma participação de relevo ao lado de poetas, poetisas e escritores de renome.
Em 2022, lançou o livro A Madrugada da Voz da Noite, uma compilação de trabalhos desenvolvidos nas várias comemorações do 25 de abril. O livro foi apresentado na Feira do Livro de Reguengos, a 25 de abril de 2022.

## Obras publicadas
- Extratos do Ego (Câmara Municipal de Reguengos de Monsaraz, 2004)
- Artérias (Câmara Municipal de Reguengos de Monsaraz, 2010)
- Asas de Bruma (Estremoz Editora, 2017)
- A Madrugada da Voz da Noite (5Livros, 2022)
- A Substância das Horas (5Livros, 2024)